# Jan de Bakker (Handballspieler)
Jan de Bakker (* 7. September 1971) ist ein ehemaliger niederländischer Handballtorwart und -trainer. Der Torwart spielte für den TSV GWD Minden in der Bundesliga. 1998 wurde er zum niederländischen Handballer des Jahres gewählt.

## Karriere
De Bakker spielte seit seinem achten Lebensjahr Handball. Aus der Jugend des HV Quintus kommend, wechselte er 1993 nach Emmen zu E&O. Dort blieb er sechs Jahre und wurde je zweimal Niederländischer Meister (1996 und 1997) sowie Pokalsieger (1996 und 1999). Danach schloss er sich dem deutschen Zweitligisten TV Emsdetten an. Aufgrund seiner guten Leistungen wurde er auch für Bundesligisten interessant. Für die Saison 2001/02 unterschrieb er bei der SG Solingen. Durch den Solinger Abstieg wurde der ausschließlich für die Bundesliga geltende Vertrag hinfällig und de Bakker wechselte zum TSV GWD Minden. 2004 ging er zurück zu E&O und beendete 2006 seine Karriere. Im März 2013 wurde er für kurze Zeit reaktiviert. Zwischen 2006 und 2013 hatte er außerdem gelegentlich für die dritte Mannschaft des Vereins gespielt.
Für die Niederländische Nationalmannschaft absolvierte er 82 Länderspiele.
2013 wurde de Bakker Torwart-Trainer der Frauen-Mannschaft von Sercodak Dalfsen.

## Erfolge
- Niederländischer Meister 1996 und 1997
- Niederländischer Pokalsieger 1996 und 1999
- Niederländischer Handballer des Jahres 1998